# Akalanka

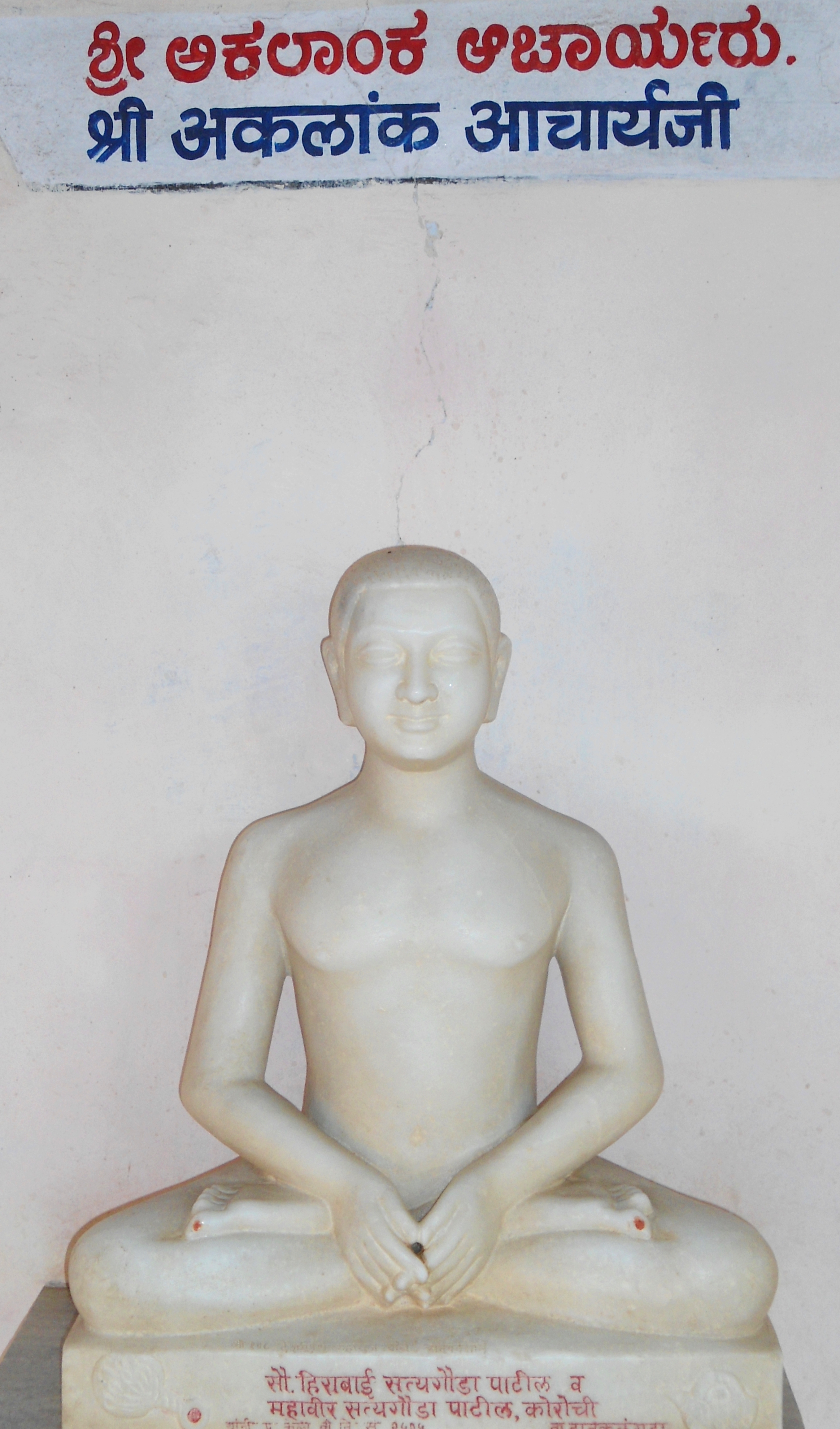
Akalanka

Akalanka, Akalanka Bhatta – mistyk i poeta dżinijski, najprawdopodobniej z końca VIII wieku (około lat 720–780). Jego imię uwiecznione jest na wielu inskrypcjach z X, XII i XV wieku. Prawdopodobnie był jednym z ministrów króla Śubhatungi z Manjakheta i jego synem. Według dżinijskiego odłamu digambara napisał wiele dzieł w tym między innymi:
- "Asztasati" (Osiemsetka)[2]
- "Nyaya-Viniscaya" (Rozprawa o logice)[2]
- Rāja-vārttika (Królewski komentarz)[2]
- komentarz do dzieła "Aptamimansa" Samantabhadry